# Zavino
Zavino este o localitate din comuna Ajdovščina, Slovenia, cu o populație de 90 de locuitori.